# Armature (I Cavalieri dello zodiaco)
Nella serie di anime e manga I Cavalieri dello zodiaco i vari guerrieri apparsi indossano come protezioni delle speciali armature forgiate al tempo dei miti greci da speciali fabbri al servizio degli dei e donate poi dalle divinità stesse ai propri guerrieri per proteggerli e permettere loro di lottare nelle varie guerre divine (in genere per il dominio della Terra, che è protetta alla dea Atena).
Le armature furono costruite con materiali diversi e quindi hanno diversi livelli di resistenza e poteri, a seconda del metallo usato, e della classe di guerrieri corrispondente. Possono coprire una piccola parte o la quasi totalità del corpo del guerriero, a seconda della categoria. Quando non sono indossate i pezzi dell'armatura si dispongono in modo da assumere la forma rappresentata dalla loro costellazione o dalla creatura / personaggio / oggetto mitologico che raffigurano, detta in originale object form.
Sono molto più potenti di normali armature costruite dall'uomo. La loro forza può essere amplificata (entro certi limiti) dal cosmo di chi l'indossa, viceversa l'armatura aumenta (sempre entro certi limiti) la potenza del guerriero.

## Sacre Armature (Cloth)
La prima tipologia di armature a comparire sulla scena sono i Cloth (聖衣?, Kurosu, lett. Sacre vesti o sacre vestigia, anche tradotto in sacra armatura), le armature indossate dai vari gruppi di Saint o Sacri guerrieri (solitamente tradotto in Cavalieri), non solo da quelli al servizio della dea Atena. Il termine "cloth" in inglese significa semplicemente "veste" o "abito".
È la tipologia di armature su cui si hanno più notizie: sono dotate di vita propria e se subiscono seri danni, muoiono. Possono comunque essere riparate con speciali attrezzi da specifici fabbri anche se vengono ridotte in frammenti, in cambio del sangue di un Cavaliere che le riporta a nuova vita. Quando l'armatura subisce danni più leggeri in genere basta riporla nello scrigno affinché si autoripari, in questo caso però i danni più gravi permangono.
Le vestigia vengono conservate per secoli o millenni nei luoghi più remoti del pianeta, per poi venire indossate solo dal Cavaliere che, terminato l'addestramento, ne reclama il possesso. In genere un Cavaliere è predestinato fin dalla nascita a una determinata armatura e può indossare solo quella. In alcuni casi, un altro Cavaliere (o il suo spirito, rimasto in parte nella corazza) può decidere spontaneamente di "prestare" la propria armatura per un breve periodo ad un altro cavaliere.

### Cloth dei Saint di Atena
I primi Cloth a comparire sono quelli appartenenti ai Cavalieri fedeli di Atena, rappresentanti le 88 costellazioni del cielo e le armature su cui si hanno più informazioni. Sono divisi in tre categorie in base alla loro forza e resistenza in armature d'oro (Gold Cloth), armature d'argento (Silver Cloth) e armature di bronzo (Bronze Cloth). Secondo quanto riportato nell'Enciclopedia di Saint Seiya e nell'Hypermyth, esistono 48 armature di bronzo, 24 d'argento, 12 d'oro (le dodici costellazioni zodiacali) (più una tredicesima Gold Cloth appartenente al Gold Saint maledetto dell'Ofiuco) e quattro di materiale sconosciuto (l'autore della serie non ha tenuto conto della distinzione tra costellazioni boreali (27) e australi (49)), e che furono forgiate dai fabbri del continente di Mu con Oricalco, Gammanium e Stardust Sand (il materiale che rende i Cloth vivi) per combattere contro l'esercito di Poseidone nella prima guerra sacra. Sono anche le uniche armature che nella loro forma assemblata sono riposte in uno scrigno chiamato Cloth Box o Vaso di Pandora (パンドラボックス?, Pandora bokkusu, in originale Pandora Box). All'interno dei propri scrigni i Cloth possono auto ripararsi, a meno che non subiscano vari danni, morendo. In quel caso possono essere riparate e tornare in vita attraverso una donazione di sangue da parte di un Cavaliere, o di una persona in grado di usare il Cosmo.

Le dodici armature d'oro

- I Gold Cloth (黄金聖衣?, Ougun Seigi, lett. Sacre vesti/vestigia d'oro) sono le armature più potenti e resistenti che coprono praticamente tutto il corpo del Cavaliere. Rappresentano i dodici segni zodiacali occidentali (nel manga Saint Seiya Next Dimension - Myth of Hades venga introdotto quello dell'Ofiuco, nell'astrologia moderna infatti i segni zodiacali sono 13 non più 12) e riescono a resistere fino a una temperatura di -273 °C, congelano quindi solo allo zero assoluto ma nemmeno a tale temperatura si rompono. Sono indossate dai Cavalieri d'oro, che sono la casta più nobile tra i Cavalieri di Atena.
 I Gold Cloth possiedono anche il particolare potere di assorbire l'enorme energia delle stelle e del sole, che può essere utilizzata dai Cavalieri all'occorrenza. In Saint Seiya Next Dimension viene mostrato che i 12 Gold Cloth hanno anche un altro potere, quando tutti è 12 si trovano intorno alla loro dea Athena, essi formano una barriera chiamata "barriera d'oro" che protegge la dea, è chiunque prova a superare questa barriera viene ucciso da essa.[2]
- I Silver Cloth (白銀聖衣 (シルバー クロス）?, Shirubā Kurosu, lett. Sacre vesti/vestigia d'argento) sono 24 armature d'argento indossate dai Cavalieri d'argento (o Silver Saint), la casta intermedia della scala gerarchica dei Guerrieri Sacri della dea Atena. Coprono una buona percentuale del corpo del Cavaliere e ghiacciano a - 200 °C (nella versione italiana dell'anime viene tradotto con "-210 °C"). Si ispirano a costellazioni con latitudine intermedia tra quelle zodiacali e quelle polari.
- Nella scala gerarchica delle armature dei Cavalieri di Atena i Bronze Cloth (青銅聖衣（ブロンズ クロス）?, Buronzu Kurosu, lett. sacre vesti/vestigia di bronzo) sono le ultime in quanto a resistenza e percentuale del corpo che rivestono e resistono fino a -150 °C (nella versione italiana dell'anime viene tradotto con "-190 °C") prima di ghiacciarsi. Rispetto a quelle d'argento, categoria di armature subito successiva, coprono meno la zona delle gambe e la parte addome-vita. Esistono 48 armature di bronzo, molte delle quali non ancora mostrate. Tra la versione cartacea e quella animata ci sono alcune differenze: nel manga anche se hanno colori diversi le une dalle altre, le armature sono monocromatiche, a differenza dell'anime dove sono bicromatiche e vantano parti e simboli decorativi colorati in modo diverso. Le 10 armature dei Cavalieri di bronzo comparsi all'inizio della serie sono state per buona parte ridisegnate completamente dall'autore Kurumada, per renderle esteticamente più apprezzabili al grande pubblico e per permettere alla Bandai di creare gli appositi giocattoli.
- I God Cloth (神聖衣（ゴッドクロス）?, Goddo Kurosu, lett. Sacre vesti/vestigia divine) sono l'evoluzione finale dei Bronze Cloth dei cinque protagonisti della storia che raggiungono questo livello grazie al sangue divino di Atena e al loro enorme cosmo. Coprono quasi totalmente la superficie del corpo e sono tutte dotate di ali anche se il totem dell'armatura prima dell'evoluzione ne era privo. In Next Dimension viene specificato che esse hanno una durata temporanea, cioè appaiono in concomitanza all'espansione massima del cosmo del cavaliere e al sangue di una divinità. Una volta esaurito il loro compito tornano ad essere comuni Cloth, regredendo alla loro forma precedente. Nell'anime Saint Seiya: Soul of Gold anche le Gold Cloth evolvono temporaneamente in 12 Gold God Cloth. Nel manga classico originale di Saint Seiya viene specificato che i God Cloth sono armature molto superiori rispetto a tutti gli altri Cloths, è che sono simili alle Kamui degli Dei.[3]
- Nel primo videogioco per NES, Saint Seiya: Ougon Densetsu, il boss finale, una specie di sostituto del Gran Sacerdote, che si doveva combattere indossava un'armatura chiamata Shadow Cloth. Questo personaggio speciale è stato il risultato di un concorso organizzato dalla Shūeisha tra i fan della serie, concorso vinto da Toshiya Onô. L'armatura ha una doppia colorazione oro e argento e con due piastre rosse sui bracciali, e quando riposta dovrebbe assumere la forma di una testa demoniaca o di un teschio.

### Altri Cloth
Oltre a quelle dell'esercito di Atena vi sono altre armature che vengono indicate come Cloth.
- Le armature nere, o Black Cloth (暗黒聖衣 （ブラック クロス）?, Burakku Kurosu,  Pronunciato Ankoku Cloth nel doppiaggio originale dell'anime[4], lett. sacre vesti/vestigia delle tenebre), sono le copie delle armature dei Cavalieri di Atena. Secondo l'Ipermito, infatti, per ogni armatura, eccetto le armature d'oro, ne esista una doppia nera, costruita in passato da alcuni alchimisti dell'isola di Mu ribellatisi ad Atena. Sono indossate da una casta di Cavalieri abbandonati dalla dea, i Cavalieri neri che utilizzano le loro abilità e le loro armature esclusivamente per i loro fini personali e non per la giustizia. La maggior parte di queste armature (se non la loro totalità) è conservata sull'isola della Regina Nera.
- Le armature d'acciaio (Steel Cloth) sono indossate dai Cavalieri d'acciaio e compaiono solo nell'anime e in Saint Seiya Omega. La loro ideazione è opera di Alman di Thule che aveva deciso di creare dei Cavalieri di appoggio ai Cavalieri di bronzo, e del professor Rigel, che aveva avuto l'incarico di creare delle armature tecnologicamente avanzate per questi guerrieri. Le armature furono completate solo dopo la morte di Alman di Thule, e vennero indossate dai 3 ragazzini addestrati dallo stesso Rigel. Ci vollero molti anni prima del loro completamento, dopo innumerevoli fallimenti, poiché le corazze meccaniche dovevano essere leggere ma allo stesso tempo resistenti ai vari tipi di attacchi.
Ogni Cavaliere rappresenta un elemento, terra, mare e cielo, ma allo stesso tempo come per le altre vestigia di Atena raffigurano una delle 88 costellazioni del cielo, dalle quali il professor Rigel ha preso ispirazione. Le armature dei Cavalieri d'acciaio, quando non indossate, non assumono le fattezze di ciò che rappresentano (ovvero delle loro presunte costellazioni) ma si assemblano per creare mezzi di trasporto.

## Armature di Asgard (God Robe)
Le Armature di Asgard, o God Robe (神闘衣?, Goddo Rōbu, tradotto nell'Outer Saint File come Veste del Dio, e nei sottotitoli Yamato come Toga Divina), sono le armature indossate dai Cavalieri di Asgard (God Warrior), i guerrieri fedeli al dio Odino, e appaiono nella serie televisiva.
Ogni armatura corrisponde ad una delle sette principali stelle della costellazione dell'Orsa maggiore, e rappresenta una creatura e/o un oggetto legato alla mitologia nordica: il drago Fáfnir, il lupo Fenrir, un cristallo di ametista, un'arpa (quest'ultima appartiene ad un personaggio il cui aspetto è riciclato da uno precedente greco, quindi non legato alla mitologia norrena), il Serpente di Midgard, il cavallo con 8 gambe Sleipnir, e una tigre dai denti a sciabola (quest'ultima in due varianti, nera e bianca, per due fratelli gemelli); nelle sette armature è incastonato uno dei sette Zaffiri di Odino con cui è possibile evocare l'armatura del dio (la Odin Robe) e la spada Balmug. Esiste inoltre un "Cavaliere Ombra", corrispondente alla stella Alcor (stella che compone un sistema binario con Mizar), a cui è associata una corazza di aspetto simile a quella di Mizar, ma di colore bianco e priva di zaffiro. Prima della loro apparizione erano nascoste nel territorio di Asgard, e vengono portate alla luce solo per volontà di Ilda di Polaris.
Nell'anime Soul of Gold sette nuove God Robe fanno la loro comparsa, nonostante le vecchie God Robe vengano citate e l'armatura di Fáfnir faccia la sua comparsa. Le nuove God Robe non sono apparentemente associate alle stelle dell'Orsa, e non contengono alcuno zaffiro.

## Armature di Scaglie (Scale)
Gli Scale (鱗衣?, Sukeiru, lett. Vesti/vestigia di scaglie, tradotto nel doppiaggio storico in Armature di Scaglie o Scaglie d'oro) sono le armature indossate dai guerrieri del dio Poseidone (o Nettuno) e furono le prime armature ad essere forgiate da parte di un dio per essere poi donate a degli uomini a lui fedeli in occasione della prima guerra tra dei per il possesso dell'Attica, fra Poseidone e Atena, con l'oricalco derivante da un meteorite caduto nell'antica città di Atlantide.
Il termine Scale si riferisce a tutte le armature dei guerrieri dei mari (quindi anche le armature di colore verdastro indossate dai soldati semplici), ma in particolare lo si usa per riferirsi a quelle dei sette generali dell'esercito (costituite da scaglie d'oro), rappresentanti mostri e creature marine presenti nella mitologia (da notare che secondo la Saint Seiya Encyclopedia furono gli Scale ad ispirare i mostri marini mitologici e non viceversa) e a quello di Mermaid, indossato dalla Guerriera Sirena (Cavaliere Sirena nel doppiaggio storico) e messaggera del dio dei mari Titis. Gli Scale dei 7 generali sono meno resistenti delle Armature d'Oro dei Cavalieri di Atena, essendo composte da scaglie, ma la protezione che esse offrono ai Generali è molto simile (nel manga classico infatti viene detto chiaramente che, pur essendo meno resistenti, gli Scale possiedono una capacità difensiva uguale a quella dei Gold Cloth). In una risposta ai fan su una rivista Kurumada ha rivelato che gli Scale scelgono chi le deve indossare, purché questi abbia le potenzialità per diventare Generale, spiegando perché l'armatura del Dragone del mare riconosca Kanon come suo possessore sebbene egli non sia in sintonia con l'ideale di purificazione di Poseidone.

## Armature degli inferi (Surplice)
I Surplice (冥衣?, Meigi, lett. "Vesti/vestigia degl'inferi, solitamente il nome viene italianizzato in "Sùrplice/i". La Panini ha adattato il nome in "Armature Infernali") sono le armature indossate da Ade e dai membri della sua armata (gli Specter, gli Skeleton e le divinità a lui fedeli). Fanno la loro prima apparizione nei tempi antichi, dopo l'inizio delle guerre sacre fra Ade e Atena. La loro resistenza varia, dai generali agli altri Specter, a pari a un cavaliere d'oro a uno d'argento.
Secondo quanto detto nel manga classico il colore dei Surplice dovrebbe essere nero, ma negli adattamenti animati i colori variano dal viola, al blu scuro al verde opaco (ci sono casi come l'armatura di Papillon di colore arancione). In Next Dimension viene rivelato che chi indossa una Surplice è immune alla tecnica mortale del cavaliere d'oro di Cancer, denominata Strati di spirito (Sekishiki Meikaiha) per via del potere di muoversi liberamente tra il mondo dei vivi e quello dei morti che queste armature donano al suo possessore.
Le corazze indossate dagli Specter rappresentano creature mitologiche, animali o demoni, e hanno in genere un aspetto demoniaco, presentando corna, artigli e spesso ali; ognuna di loro è associata ad una delle centootto "stelle malefiche", basate sugli astri appartenenti agli eroi del romanzo cinese I Briganti, cosa che li può dividere in due categorie: quelle delle Stelle Celesti (in cui rientrano anche i tre Giganti del mondo dei morti) e quelli delle Stelle Terrestri (più numerosi e meno potenti). Secondo quanto rivelato da Kurumada le Surplice degli Specter trasformano il corpo di chi le indossa (e ciò spiegherebbe perché gli Specter sono uguali in tutte le epoche), in quanto non è l'armatura che muta per adeguarsi al possessore, ma il contrario.

## Armature degli Angeli (Glory)
Le Glory (天衣?, Gurōrī, lett. veste/vestigia celeste) sono le armature indossate dagli Angeli, Guerrieri celesti che servono la dea Artemide. Sono molto aderenti e coprono una buona parte del corpo del Cavaliere. 
Nel manga seguito della serie classica Next Dimension viene mostrata la Glory dell'Angel Toma (diversa dal film), denominata Glory Sleep Angel che letteralmente significa "Veste dei Cieli dell'Angelo del Sonno", un'armatura di colore Bianco e Azzurra ed è dotata anche di Ali, che ricopre tutto il corpo del guerriero, è che riproduce nel suo Totem un Angelo dormiente. Nella versione italiana del manga viene chiamata "Veste dei Cieli", che è la traduzione letteraria dal giapponese.
Di queste armature Glory ne esistono 4 identiche, quella di Toma insieme a quelle di altri 3 Angels. Infatti si scopre che il dio Apollo ha 4 Angeli, tutti è 4 possiedono una Glory uguale a quella di Toma.

## Armature dei Giganti (Adamas)
Le Adamas (金剛衣?, Adamâsu, lett. vesti/vestigia di diamante) sono le armature indossate dai Giganti apparsi nel romanzo I Cavalieri dello zodiaco - Gigantomachia. Il nome deriva dal greco αδάμας che significa "diamante", "invincibile", e sono composte da minerali preziosi, cristalli poliedrici che si dice siano più resistenti dell'oricalco.
Grazie alle Adamas i Giganti non subiscono l'effetto dello scudo di Flegra che circonda l'Etna e il monte Arima, per il quale chiunque entri all'interno di quelle zone vede il proprio cosmo prosciugato e le proprie ferite non rimarginate.

## Armature degli dèi
- Le Kamui (神衣?  lett. Vesti divine) sono le dodici armature che possono indossare solo i Dodici dei dell'Olimpo guidati da Zeus, cosa che le rende tra le più resistenti e potenti. Vengono nominate per la prima volta da Thanatos nel volume 28 del manga classico dopo che l'armatura di Seiya si è evoluta in un God Cloth, la tipologia di armatura che più si avvicina a quella dei dodici dei.
Poiché le armature divine indossate da Poseidone, Ade ed Atena durante la serie vengono rispettivamente indicate come Scale[10], Surplice[11] e Cloth[12] la prima Kamui ad apparire effettivamente è quella di Zeus, disegnata da Kurumada sulla Saint Seiya Encyclopedia pubblicata nel 2001 (sebbene non sia completamente visibile), mentre in Saint Seiya Next Dimension la dea Artemide e il dio Apollo indossano entrambi delle armature dorate con degli scettri d'oro(non sappiamo se esse siano le loro Kamui ma è possibile che lo siano). In Episode G viene fatto una piccola citazione a quella di Apollo da parte di Ettore.
- Odin Robe (オーディーンローブ?, ōdīn rōbu, lett. Toga di Odino): l'armatura divina di Odino, dotata della mitica spada Balmung e più potente rispetto alle altre sette armature di Asgard. Viene indossata da Pegasus su permesso del dio, dopo che questi aveva raccolto tutti e sette gli zaffiri. Compare anche in un DLC del videogioco per PS3 I Cavalieri dello zodiaco - Cronache di guerra.
- Le Soma (楚真?) sono le armature indossate dai Dodici Titani e fanno la loro apparizione in I Cavalieri dello zodiaco - Episode G di Megumu Okada (il quale per realizzarle riutilizzò delle idee prese dal suo manga Shadow Skills). Furono donate ai Titani nei tempi antichi dalla Dea Gaia, la madre Terra, insieme alle 12 armi titaniche al fine di battere il Dio Urano. Ciascuna Soma altro non è che l'arma usata da ogni Titano (o meglio parte delle armi dei Titani da Gaia ai tempi del mito) trasformate in corazze rappresentanti le armi stesse. Sono di colore nero (viola nelle pagine e immagini a colori) ed ognuna ha un nome a seconda dell'arma assegnata. A detta di Iperione la natura divina delle corazze accresce la naturale capacità rigenerativa dei Titani.
- Ars Magna (大いなる秘宝?, arusu maguna, lett. Grande Tesoro): secondo quanto detto dal dio Ponto sulle pagine di I Cavalieri dello zodiaco - Episode G, le armature degli dei primordiali sono state create prima della creazione dell'universo stesso; egli chiama la propria Ars Magna, senza specificare se sia un nome comune a tutte le armature della stessa classe o solo della propria.
- Galaxy (銀河衣?, gyarakushī, lett. Vesti/Vestigia della via lattea, indicata successivamente come Galaxy Mail) è la tipologia di armatura indossata da Mars, il nemico principale della nuova serie anime Saint Seiya Ω. Ricopre interamente il corpo del misterioso nemico dei Saint e possiede un elmo tricorno che lascia visibile solo gli occhi rossi del dio.
Il design dell'armatura è molto particolare, poiché ha una fiamma sul corno centrale dell'elmo e la parte del petto e dell'addome è presente una raffigurazione animata dell'universo, come se fosse puro cosmo (si scoprirà poi che tale trasformazione è avvenuta a causa dell'energia del meteorite che ha trasformato i Cloth dei Cavalieri in Clothstone).

## Altre armature
- Le armature delle Satellite sono indossate dalle Guardiane Lunari, le guardiane del tempio della Luna, chiamate anche Satellite, le numerose guerriere che difendono il tempio della dea Artemide, in Next Dimension e in Saintia Sho. Le Satelliti guardie di Artemide hanno armature che richiamano il mito del coniglio lunare giapponese, mentre quelli dei corpi d'attacco rappresentano un serpente nero, a cui si aggiunge l'armatura argentea della comandante Callisto. Tutte le Satellite sono munite di arco e frecce, come armi.[13]
- Cronotector (刻衣?, kuronotekutā, Vestigia del tempo): sono le armature indossate dai guerrieri della dea Pallas (i Pallasite) in Saint Seiya Omega. Sono di vari colori, in più ognuna di esse è provvista di un'arma diversa e possiede un fregio che indica se appartiene ad un Pallasite di Primo, Secondo o Terzo Grado. Tutti i Cronotector (comprese quelli indossati dai soldati semplici) possiedono il potere chiamato "Chrono Delayed", che permette al loro portatore di paralizzare la gente con un cosmo debole, rubandogli il tempo. Non è noto cosa rappresentino i Chronotector, a parte il caso di quelli di prima classe, che simboleggiano ognuno tre segni dello zodiaco e che possiedono un nome proprio: Genesistector, Gravitontector, Photontector e Distractiontector e a cui si aggiungono poi quella della stessa Pallas e quella di Saturn (indicata come Chronotector definitiva), il vero padrone dei Pallasite.
- Leaf (邪霊衣?, Rifu, Vestigia degli spiriti maligni): sono le armature delle Dryad, le guerrieri della dea Eris, in Saintia Sho. Sembrerebbero rappresentare i difetti umani (come ad esempio la Malizia) sebbene ogni seguace di Eris sia anche legato ad un fiore.
- Nahual (黒曜衣?, Nawaru, lett. veste nero lucente, mentre la parola Nahual indica una classe di spiriti totemici della mitologia azteca) sono le armature indossate dai Giaguari, i guerrieri seguaci del dio azteco Tezcatlipoca, apparse nel secondo tankobon della serie di volumi speciali Lost Canvas Extra, e sembrerebbero fatte di ossidiana (pietra sacra al dio-giaguaro) come indica il loro nome[14].
- Veste di pietre preziose (宝石 衣?, Ōbu, Orbe[15]) è il tipo di armatura indossata nel terzo volume di Lost Canvas Extra dalla misteriosa nobile francese Garnet e dall'ex-Cavaliere dell'Acquario Krest.
- Tatoo (墨衣?, Tatū, letteralmente "Veste/vestigia d'inchiostro"): apparsi nel sesto volume di extra di Lost Canvas, i Tatoo sono le armature indossate dal misterioso ordine taoista di guerrieri noto come Taonia. La loro forma dipende dall'animale che rappresenta la "vera essenza" del guerriero che le porta.

## Ideazione e successo
Sulle armature e I personaggi dei Cavalieri dello Zodiaco(Saint Seiya) di Masami Kurumada sono state realizzate diverse linee di action figure nel corso degli anni, venduti in tutto il mondo. 
All'interno della saga dei Cavalieri le Armature giocano un ruolo fondamentale e ne costituiscono un tratto caratteristico. Nella creazione delle armature (in particolare della prima tipologia apparsa, ossia i Cloth o Sacre Vestigia) Kurumada affermò di volersi inizialmente ispirarsi al kesa dei monaci buddisti, ma poi cambiò idea. Le schede tecniche di ogni armatura sono state incluse alla conclusione dei volumi del manga, con raffigurazioni delle stesse prima e dopo la vestizione da parte dei personaggi. Spesso il termine armature è stato adattato (specialmente nell'anime classico) anche con vestigia (termine nell'italiano corrente non indica vesti o altri oggetti d'abbigliamento o equipaggiamento, ma ha il significato di "rovina", "reperto" ecc.) poiché i nomi usati per indicare le vari tipologie di armature contengono il kanji veste o abito (衣). Tutte le tipologie delle armature hanno inoltre la pronuncia dei loro kanji (spesso in lingua inglese) forzata tramite il rubi.
Nel contesto delle serie di animazione dell'epoca hanno invece rappresentato un elemento di grande novità, in grado di attirare l'interesse degli spettatori. Il successo dell'idea delle Armature contribuì anche al boom del merchandising dei modellini raffiguranti i personaggi dei Cavalieri, aventi le armature smontabili. Hanno inoltre ispirato altre serie come I cinque samurai, dove i protagonisti sono cinque ragazzi che indossano armature di combattimento, e il regista Louis Leterrier per il design delle armature indossate dalle divinità nel suo film Scontro tra titani del 2011, cosa che portò ad affidare la realizzazione di alcuni poster promozionali del film per il Giappone a Kurumada. Nel 2014 sono state realizzate delle armature dei Cavalieri d'oro a grandezza naturale per accompagnare un evento dedicato ai Cavalieri dello Zodiaco a Tokyo. Altre armature del manga classico di Saint Seiya, in scala naturale 1:1, sono state riprodotte ed esibite in eventi successivi nel 2016, 2018, 2019, a Tokyo e Hong Kong.